# Клименко Володимир Олексійович
Володимир Олексійович Клименко (КЛІМ) (нар. 9 грудня 1952, село Берездівці у Миколаївському районі Львівської області) — український та російський театральний режисер, драматург, сценарист. Автор театрального проекту «Сходи-древо», присвяченого дослідженню динаміки розвитку індоєвропейської культури.

## Біографія
Народився 9 грудня 1952 року у Львівській області.
Працював машиністом сцени в Харківському академічному театрі ім. Т. Г. Шевченка. Спробував свої сили в аматорських колективах. В 1987 році закінчив режисерський факультет ГІТІС (курс Анатолія Олександровича Васильєва і Анатолія Васильовича Ефроса).
Перші режисерські роботи здійснив у майстерні «Доміно» при «Творчих майстернях» Союзу театральних діячів РРФСР. Наприкінці 1980-х років створив в «Творчих майстернях» лабораторію з вивчення людини як феномена і дослідження простору багатовимірного часу.
Після розпуску «Майстерень» викладав, проводив майстер-класи в Росії і за кордоном. У середині 90-х став співпрацювати як запрошений режисер з театрами Санкт-Петербургу, Києва, Москви, Новосибірська.
На запрошення Владислава Троїцького займався з акторами ЦСМ «ДАХ», писав для них п'єси..
Написав понад 30 п'єс і робіт про театр. Автор кіносценаріїв. Вистави за його п'єсами поставлені в багатьох театрах країни і за кордоном.
Ідеолог та драматург камерної опери «СТУС: ПЕРЕХОЖИЙ», за віршами Василя Стуса, премʼєра якої відбулась в ЦСМ «ДАХ»11 березня 2020року . 

## Спільні роботи з українськими театрами

### Львівський академічний театр імені Леся Курбаса
- Вистава «Богдан» (2004), неісторична хроніка за КЛІМом
- Проект «Геть від Заратустри», вистава «Так казав Заратустра» (2013), за твором «Так казав Заратустра» Фрідріха Ніцше та текстами КЛІМа
- …п'єса Шекспіра «12 ніч» зіграна акторами далекої від Англії країни що і не знали ніколи слів Шекспіра… (2014), за КЛІМом

### Національний академічний драматичний театр імені Івана Франка
- «Божественна самотність» (2002)
- «Посеред раю, на майдані…» (2006), режисер Володимир Кучинський

### Одеський академічний український музично-драматичний театр імені В. Василька
- «Український Декамерон», режисер Владислав Троїцький

### Центр сучасного мистецтва «ДАХ»
Проект Владислава Троїцкого за п'єсами КЛІМа «…семь дней с идиотом…» или несуществующие главы романа Ф. М. Достоевского «Идиот»

## Призи та нагороди
- Лауреат національної театральної премії «Золота маска», Росія (1998).

## Цитати
- «Є періоди, коли будують театральні будівлі, створюють новий простір для гри. А коли театр побудований, там, зазвичай, виникають люди, що несуть справжнє життя. Вони як вода. Вода адже виконує в будівництві дерева певну роль, хоча сама по собі її форма не самоцінна. Будівельники розуміють земну реальність. Вони, як порядні батьки, спочатку створюють матеріальну базу, а потім заводять дітей, які, на жаль, потім часто своїх батьків соромляться, хоча і витрачають зароблені ними гроші. Втрачене покоління — завжди покоління художників. Людей рослинних, оранжерейних»[1].